# Billy Simpson (calciatore 1945-2009)
Billy Simpson (Edimburgo, 11 luglio 1945 – 4 settembre 2009) è stato un allenatore di calcio e calciatore scozzese, di ruolo difensore.

## Carriera

### Calciatore
Formatosi nell'Edina Hibs, nel 1963 viene ingaggiato dall'Hibernian con cui esordisce nella stagione 1963-1964 conquista il decimo posto finale. Il quarto posto è ottenuto l'anno dopo.
Nella stagione 1965-1966 Simpson con i suoi ottiene il sesto posto finale, a cui segue un quinto l'anno seguente.
Nell'estate 1967 con gli Hibs disputò l'unica edizione del campionato dell'United Soccer Association, lega che poteva fregiarsi del titolo di campionato di Prima Divisione su riconoscimento della FIFA: quell'edizione della Lega fu disputata utilizzando squadre europee e sudamericane in rappresentanza di quelle della USA, che non avevano avuto tempo di riorganizzarsi dopo la scissione che aveva dato vita al campionato concorrente della National Professional Soccer League; gli scozzesi rappresentarono i Toronto City Soccer Club. Gli Hibs, nelle veci del Toronto City non superarono le qualificazioni per i play-off, chiudendo la stagione al terzo posto della Eastern Division.
Nella stagione 1967-1968 ottiene il terzo posto finale, raggiungendo inoltre la semifinale della Coppa delle Fiere 1967-1968.
Chiude la Scottish Division One 1968-1969 al dodicesimo posto, mentre il cammino nella Coppa delle Fiere 1968-1969 si ferma agli ottavi di finale. Raggiunge inoltre la finale della Scottish League Cup 1968-1969, persa contro il Celtic Football Club.
Nella stagione 1969-1970 ottiene il terzo posto finale
Nel 1970 passa al Falkirk, con cui ottiene il settimo posto nella Scottish Division One 1970-1971.
La stagione seguente scende di categoria per giocare nell'Albion Rovers, con cui ottiene il diciottesimo posto finale.
L'anno seguente passa all'Alloa Athletic con cui ottiene il dodicesimo posto nella serie cadetta scozzese, identico risultato ottenuto la stagione seguente. Nell'ultima stagione con l'Alloa ottiene il quindicesimo posto finale.
Nella stagione 1975-1976 passa al Cowdenbeath, con cui giunge quinto nella prima annata di permanenza ed un dodicesimo in quella seguente.

### Allenatore
Ritiratosi dal calcio giocato diviene assistente di Billy Lamont, che seguirà in vari sodalizi scozzesi.